# 巻きばね

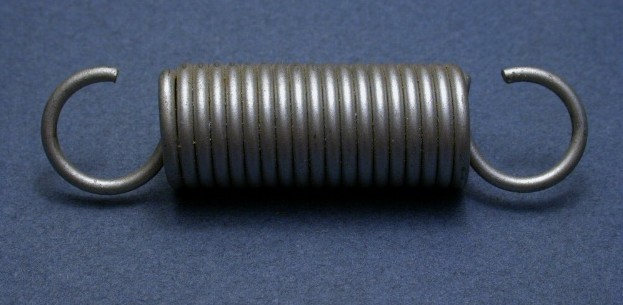
引張巻きばね

巻きばね（まきばね）、つる巻きばね、またはコイルばねは、エネルギーを蓄えて続いて放出するため、衝撃を吸収するため、あるいは接触している面間の力を維持するために典型的に使用される機械的装置である。らせんの形状へと整形された弾性素材から作られ、荷重がかかっていない時は自然長へと戻る。
引っ張りあるいは圧縮下では、巻きばねの素材（針金）はねじりを受ける。したがって、巻きばねの特性は剛性率に依存する。
巻きばねはねじりばねとしても使われることがある。この場合、巻きばねは全体としてそのらせん軸を中心にねじりを受ける。ばねの素材はそれによって曲げモーメントを受け、らせん半径が減少また増大する。このモードにおいて、ばね特性を決定するのは素材のヤング率である。

## ばね定数

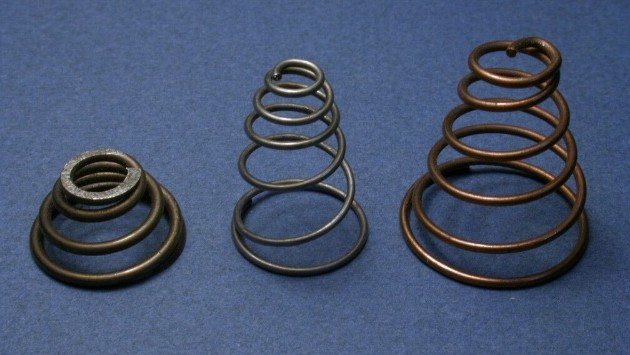
円錐形巻きばね

ばね定数は、巻きばねが1インチ（2.54センチメートル）圧縮されるまでにどの程度の重さに耐えられるかの指標である。ばね定数は通常製造会社によって規定される。ばね定数が100とすると、ばねは100ポンド（45キログラム）の荷重で1インチ圧縮される。

## 種類

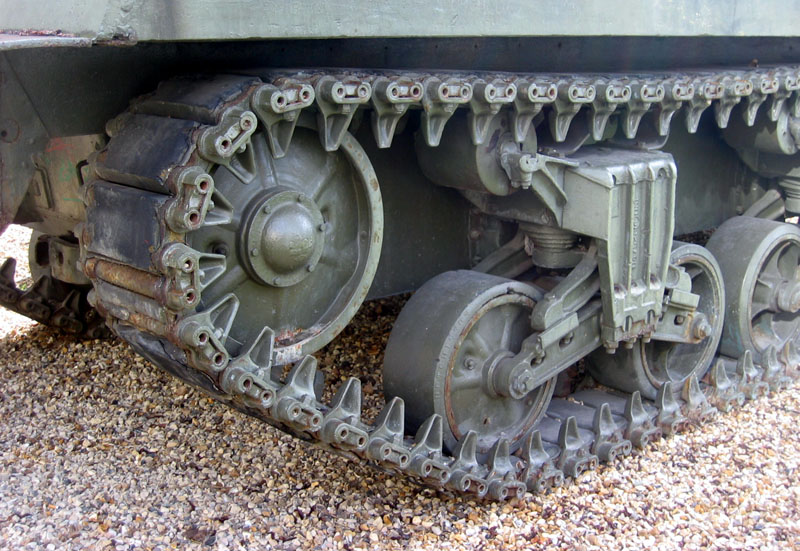
M4中戦車の竹の子ばねサスペンション

巻きばねには以下のような種類がある。
引張巻きばね
伸長に抵抗するように設計されている。大抵は両端にフックが付いている。
圧縮巻きばね
圧縮に抵抗するように設計されている。圧縮巻きばねの典型的な使用は自動車のサスペンション（懸架装置）である。
竹の子ばね
負荷圧縮ばねとして使用される。細長い板金がらせん渦巻の形状に丸められる。圧縮される時、板は針金コイルよりも真横向きにはより硬いが、らせん状にすることで巻きが重なり合い、底付きしない。
円弧ばね
元々内燃機関用駆動列のデュアルマスフライホイール用に開発された特殊な巻きばねである。ばねの両端から力が加わる。トルク{\displaystyle M=F\cdot r}は、このらせん軸とレバーに沿ってシステム中心点{\displaystyle r}に向けられた力{\displaystyle F}を介して軸周りに伝達されることができる。
ねじりばね
ねじり作用に抵抗するように設計されている。洗濯ばさみや跳ね上げ式車庫扉で使われている。

## 応用

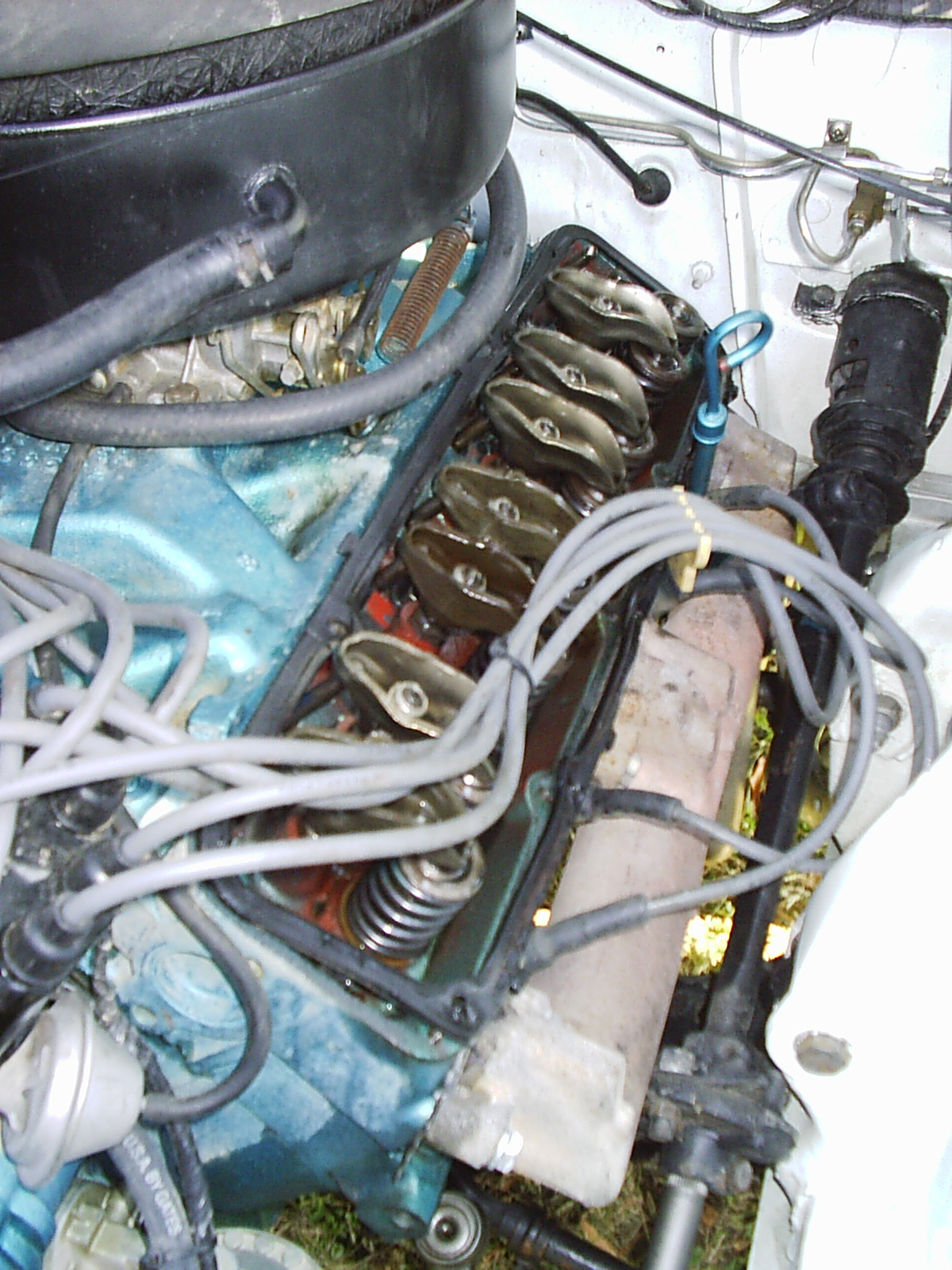
動弁機構中の巻きばね

巻きばねには多くの応用があり、以下の特筆すべき例を示す。
- コンピュータキーボード中の座屈ばね（英語版）
- ばね内蔵マットレス中のマットレス用ばね（英語版）
- いす張り（英語版）中のいす張り用ばね（英語版）

巻きばねは自動車のサスペンションに一般的に使用される。これらのばねは圧縮ばねで、用途によって強さや大きさが大きく異なる。巻きばねサスペンションは、使用する車種によって硬いものから柔らかいものまである。巻きばねはショックアブソーバーと一緒に搭載される場合と、別々に搭載される場合がありる。トラックの巻きばねは、荷物がないときは滑らかな乗り心地を提供し、荷物が積まれるとばねは圧縮されて硬くなる。そのため、荷物を積んだ時の車の跳ね返りが少なくなる。巻きばねサスペンションは、車が段差を吸収し、低い車体ロール（横揺れ）を持つことができるように、高性能車にも使用されている。また、オフロード車では、車輪の可動範囲を広げるために使用される。
エンジンに使われる巻きスプリングは圧縮ばねで、空気を送り込み、排気ガスを燃焼室から排出する弁を閉じる重要な役割を担っている。ばねは弁に接続されたロッカーに取り付けられている。
同じ材料、線径、コイル径の引張・伸張巻きばねは、全荷重をかけたときに同じ力を発揮するが、巻き数が増えると自由長、圧縮・伸張長が単に（直線的に）長くなる。

## 製造

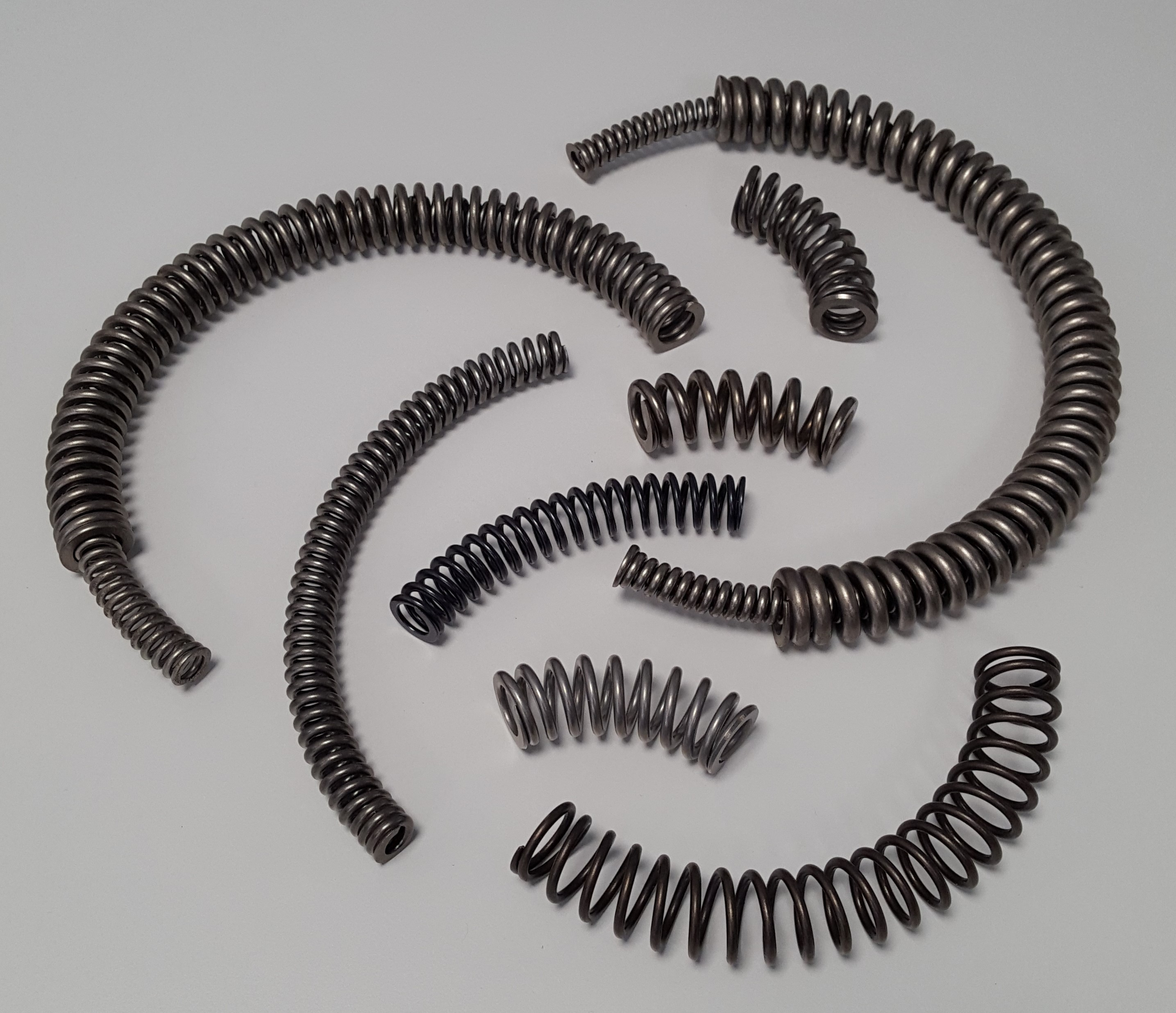
各種円弧ばねと円弧ばねシステム（内側と外側の円弧ばねで構成されるシステム）の説明図。

金属製のコイルばねは、成形された型（円筒形のコイルばねには円柱を使う）に線材を巻きつけて作られる。
自動車用のコイルばねは、一般的に焼入れ鋼で作られている。オートコイラーと呼ばれる機械で、成形しやすいように加熱されたばね線を取り出す。それを、巻きばねのサイズに合わせた金属棒を取り付けた旋盤にかける。この機械は、線材を回転する棒に巻き付けると同時に、棒を押し広げて複数のコイルを形成します。その後、機械から取り出されたばねは、操作者が油の中に入れて冷やす。その後、冷却によるもろさをなくすために、ばねの焼き入れを行う。サイズと強度は、旋盤のロッドサイズと使用する材料で制御することができる。剛性、減衰、強度など、ばねから特定の特性を引き出すために、異なる合金が使用される。